# Stomatepia
Stomatepia è un genere di pesci d'acqua dolce, appartenente alla famiglia Cichlidae.

## Distribuzione e habitat
Tutte e tre le specie appartenenti al genere sono endemiche del piccolo lago vulcanico Barombi Mbo, in Camerun.

## Descrizione
Presentano un corpo allungato, compresso ai fianchi, con muso prominente e occhi grandi. Le livree sono differenti, secondo la specie. 

Le dimensioni si attestano dai 9 cm ai 12, secondo la specie.

## Pericolo di estinzione
Le specie del genere Stomatepia sono iscritte nella Lista Rossa IUCN a livello critico, in quanto il loro luogo d'origine, un piccolo lago vulcanico di 5/7 km², è minacciato dall'inquinamento, dall'insabbiamento e potenzialmente dalla liberazione di grandi quantità di anidride carbonica trattenuta nei fondali.

## Alimentazione
Le Stomatepia hanno carattere predatorio.

## Specie
Il genere comprende 3 specie:
- Stomatepia mariae
- Stomatepia mongo
- Stomatepia pindu